# Nela Riehl

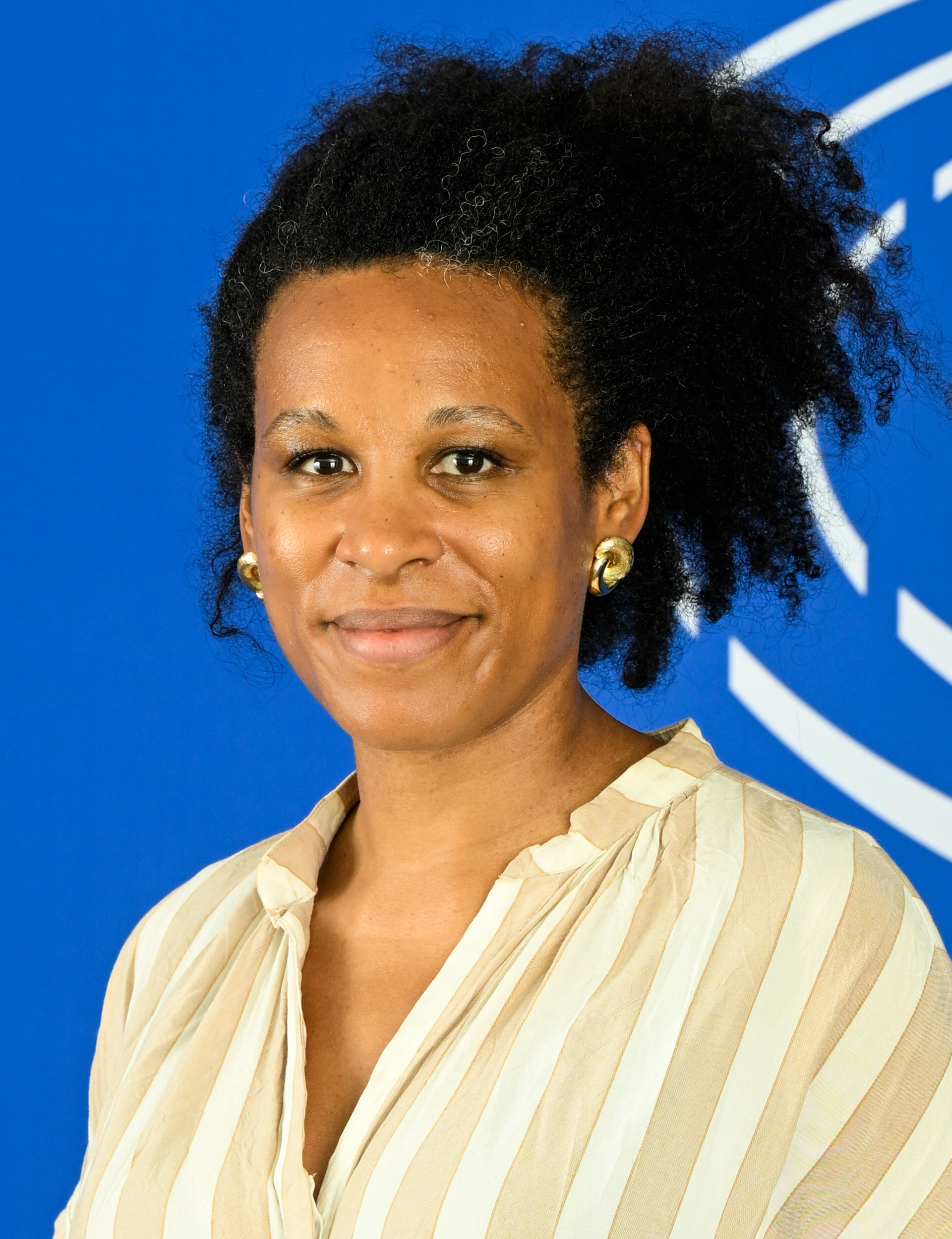
Nela Riehl (2024)

Nela Riehl (* 11. September 1985 in Hamburg) ist eine deutsche Politikerin. Seit 2024 hat sie eines der drei deutschen Mandate für die politische Bewegung Volt im Europäischen Parlament inne.

## Biographie
Nela Riehl wurde in Hamburg-Barmbek als Tochter eines ghanaischen Vaters und einer deutschen Mutter geboren und wuchs mit einem jüngeren Bruder in Hamburg-Eidelstedt auf. Ihr Studium in Germanistik und Sozialwissenschaften an der Universität Hamburg schloss sie 2011 mit dem Staatsexamen ab. Seit 2013 ist sie bei der Hamburger Schulbehörde als Studienrätin verbeamtet. Sie arbeitet an einer Hamburger Stadtteilschule und unterrichtet die Fächer Deutsch und Politik.
Im Februar 2023 schloss sie sich der Kampagne von Volt Europa zur Vorbereitung der Wahlen zum Europäischen Parlament an. Ihre Motivation, sich politisch zu engagieren, zieht sie aus dem aus ihrer Sicht bröckelnden Generationenversprechen. Im März 2023 wurde sie bei der Aufstellungsversammlung in Erfurt neben Damian Boeselager, Kai Tegethoff und Rebekka Müller als Teil des Spitzenquartetts nominiert. In Deutschland war sie damit die einzige Schwarze Spitzenkandidatin bei der Wahl. Im Vorfeld der Wahl wurde Riehl in die Auswahl der EU Future 100 gewählt.
Bei der Wahl zum Europäischen Parlament am 9. Juni 2024 erreichte Volt bundesweit 2,6 %, woraufhin Riehl als eine von drei deutschen Volt-Abgeordneten ins Europaparlament einziehen konnte. In Riehls Heimatstadt Hamburg kam Volt auf 5,9 %.
Riehl schloss sich gemeinsam mit den vier anderen Volt-Abgeordneten (aus Deutschland und aus den Niederlanden) nach einem Beschluss der europäischen Parteibasis der Fraktion der Grünen/EFA an. Sie wurde Mitglied des Ausschusses für auswärtige Angelegenheiten, des Ausschusses für Beschäftigung und soziale Angelegenheiten sowie des Ausschusses für Kultur und Bildung. Die Mitglieder des Ausschusses für Kultur und Bildung wählten Riehl zur Vorsitzenden. Darüber hinaus ist sie stellvertretendes Mitglied im Unterausschuss für Sicherheit und Verteidigung.

## Flucht, Migration und Rassismus
Aufgrund der eigenen Erfahrungen aufgrund ihrer Herkunft und Hautfarbe macht sie sich stark gegen Rassismus. Besonders im schulischen Kontext zeigt sie zudem Kindern mit Migrationshintergrund immer wieder, dass jeder in Deutschland seinen Traumberuf bekommen könne, unabhängig von der Abstammung. Riehl setzt sich für einen humaneren Umgang mit Geflüchteten ein und dafür, Seenotrettung an der europäischen Außengrenze zu entkriminalisieren.

## Privates
Nela Riehl spricht neben Deutsch auch Englisch und Schwedisch. Sie ist verheiratet, Mutter von zwei Kindern und lebt in Hamburg-Duvenstedt.